# Universitat de Keiō
La Universitat de Keiō (慶應義塾大学, Keiō Gijuku Daigaku), és la universitat més antiga del Japó i una de les seves institucions de més prestigi. Fou fundada el 1858 per Fukuzawa Yukichi com a escola privada d'estudis occidentals i es va constituir en universitat el 1890.
El campus principal està a Minato (Tòquio). Altres seus es troben a Hiyoshi, Shinanomachi, Shōnan-Fujisawa i Yagami. Aquesta universitat compta amb un institut d'ensenyament superior a Purchase (Nova York, Estats Units).
La Universitat de Keiō és coneguda per haver-hi estudiat diversos polítics que fins i tot han arribat a ser primers ministres del Japó com Ryutaro Hashimoto o Junichiro Koizumi.